# Serrote japonês

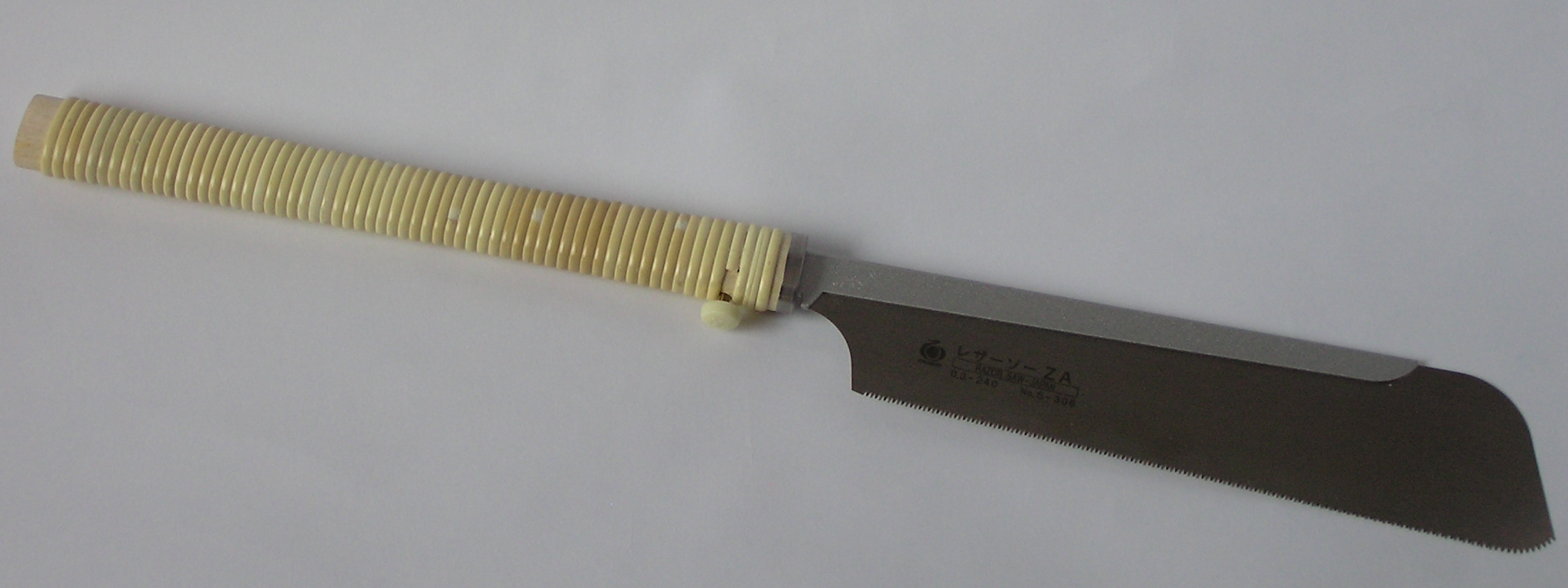
Um dozuki, serrote costa japonês.

O serrote japonês ou nokogiri (鋸) , usado na marcenaria e na carpintaria japonesa difere dos serrotes encontrados na Europa e no Ocidente
principalmente pelo modo de ação de corte, que é realizado ao "puxar" a lâmina em direção ao corpo e não ao "empurrar", como acontece nos serrotes comuns. Este modo de ação de corte permite serrotes com lâminas mais finas, já que em seu modo de ação a lâmina está sendo tracionada, e não comprimida, o que evita que a lâmina se dobre ou flexione, como ocorre nos serrotes ocidentais. Pela menor espessura da lâmina o corte de um nokogiri é mais eficiente e mais estreito, permitindo um melhor acabamento nas peças serradas do que um serrote comum.
Serrotes do tipo japonês têm ganhando grande popularidade fora do Japão.